# Mellicta atrovittata
Mellicta atrovittata är en fjärilsart som beskrevs av Turati och Ruggero Verity 1911. Mellicta atrovittata ingår i släktet Mellicta och familjen praktfjärilar. Inga underarter finns listade i Catalogue of Life.